# Parque de la Naturaleza de Cabárceno
El Parque de la Naturaleza de Cabárceno es un zoológico de tipo parque safari que se caracteriza por su enfoque de semilibertad animal. Tiene una superficie de 750 hectáreas y se encuentra próximo a la localidad de Cabárceno, en el municipio de Penagos (Cantabria, España), situado en el valle del Pisueña, a 17 kilómetros de la ciudad de Santander.
Ubicado en un paraje natural restaurado de singular belleza, el parque cuenta con amplios recintos que simulan hábitats naturales. En ellos las diversas especies, algunas en peligro de extinción, disfrutan de un mayor grado de libertad que en un típico zoo. Este modelo proporciona una experiencia inmersiva a los visitantes, al mismo tiempo que permite llevar a cabo programas de investigación en la conservación de la fauna silvestre en colaboración con otros parques e instituciones académicas.

## Características de la instalación

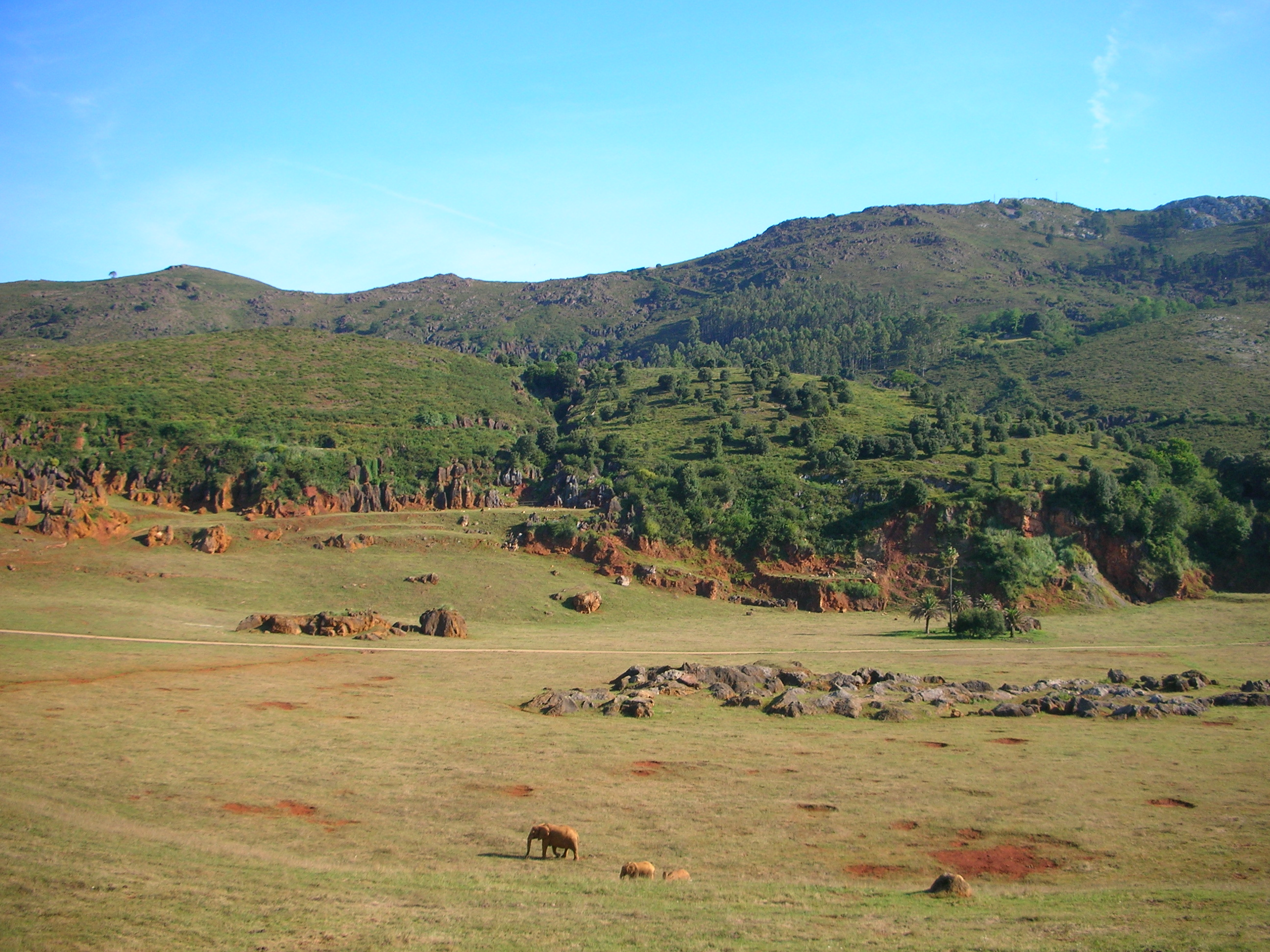
El recinto de los elefantes tiene una superficie de 20 hectáreas y alberga varias generaciones de elefantes nacidos en el interior del parque.

El Parque de la Naturaleza de Cabárceno  está enclavado en la sierra del macizo de Peña Cabarga y alberga a más de 120 especies animales de todo el mundo, con amplios recintos que intentan reproducir un hábitat natural donde los visitantes puedan avistarlos sin perjudicar su libertad.
Este parque fue el resultado de la iniciativa del que fuera presidente de la comunidad autónoma, Juan Hormechea Cazón, y surgió en 1989 tras la restauración de una antigua explotación minera de hierro a cielo abierto de 750 hectáreas en la localidad de Cabárceno, que data de la época romana, la cual vino desarrollándose hasta épocas recientes y cuyas estructuras más modernas aún se pueden apreciar en el lugar.
El parque no solo es un espacio para la exhibición de animales, sino que también se dedica a la investigación y la conservación y recuperación de especies, así como a la educación ambiental. Debido a su concepto innovador es un espacio singular que difiere de un zoo convencional. A diferencia de los zoológicos urbanos, en este parque los animales viven en amplios espacios en régimen de semilibertad, en un entorno diseñado para intentar imitar su hábitat natural, salvo en la alimentación que se les proporciona:

«La diversidad sustancial [respecto a un zoológico urbano] es que Cabárceno es un parque temático pensado para los animales, no para el turista. Eso quiere decir que primero intentamos cuidar de las especies que están en peligro y que llegan a nuestras instalaciones, y solo luego nos adaptamos a las exigencias de las miles de personas que vienen aquí atraídas por la naturaleza.»
Santiago Borragán, jefe de los servicios veterinarios del Parque de la Naturaleza de Cabárceno 

Los caminos, túneles y vías de la antigua explotación fueron remodelados para permitir que los vehículos pudiesen circular por el parque, y los visitantes recorrer los diferentes recintos en coche o autobús, con puntos de estacionamiento a lo largo del recorrido que faciliten bajarse y acercarse a pie a ver a los animales.
Uno de los puntos destacados del parque es el mirador del Rubí, desde donde se puede disfrutar de una panorámica de la ciudad de Santander y el arco de la bahía. El otro gran punto de observación es el mirador de Perdices, que permite ver la localidad de Cabárceno y el amplio recinto de elefantes. 
El parque dispone además de servicios de restauración para los visitantes, alquiler de bicicletas eléctricas, y servicio de autobús gratuito durante el mes de agosto.
Una de las últimas infraestructuras del parque en instalarse ha sido una telecabina que recorre gran parte del zoológico. Fue inaugurado en el año 2016 y ofrece a los visitantes una vista panorámica del parque desde una perspectiva aérea, atravesando alrededor del 70% del parque en dos recorridos aéreos distintos, con cabinas que pasan a unos 15 metros del suelo por encima de los recintos de los animales. El teleférico, está sostenido por 35 pilonas y cuenta con 60 cabinas que giran en torno a cuatro estaciones, donde los usuarios pueden subir o bajar. El recorrido completo del circuito de seis kilómetros dura entre 30 y 50 minutos.
Debido a sus dimensiones y características, el Parque de la Naturaleza de Cabárceno se ha convertido en uno de los centros de conservación animal más importantes de Europa y de los que más visitas recibe, con más de 670 mil visitantes al año (2024). Actualmente Cabárceno es la instalación más notable de todas las que posee Cantur, siendo uno de los principales motores turísticos de la comunidad autónoma de Cantabria.

## Historia

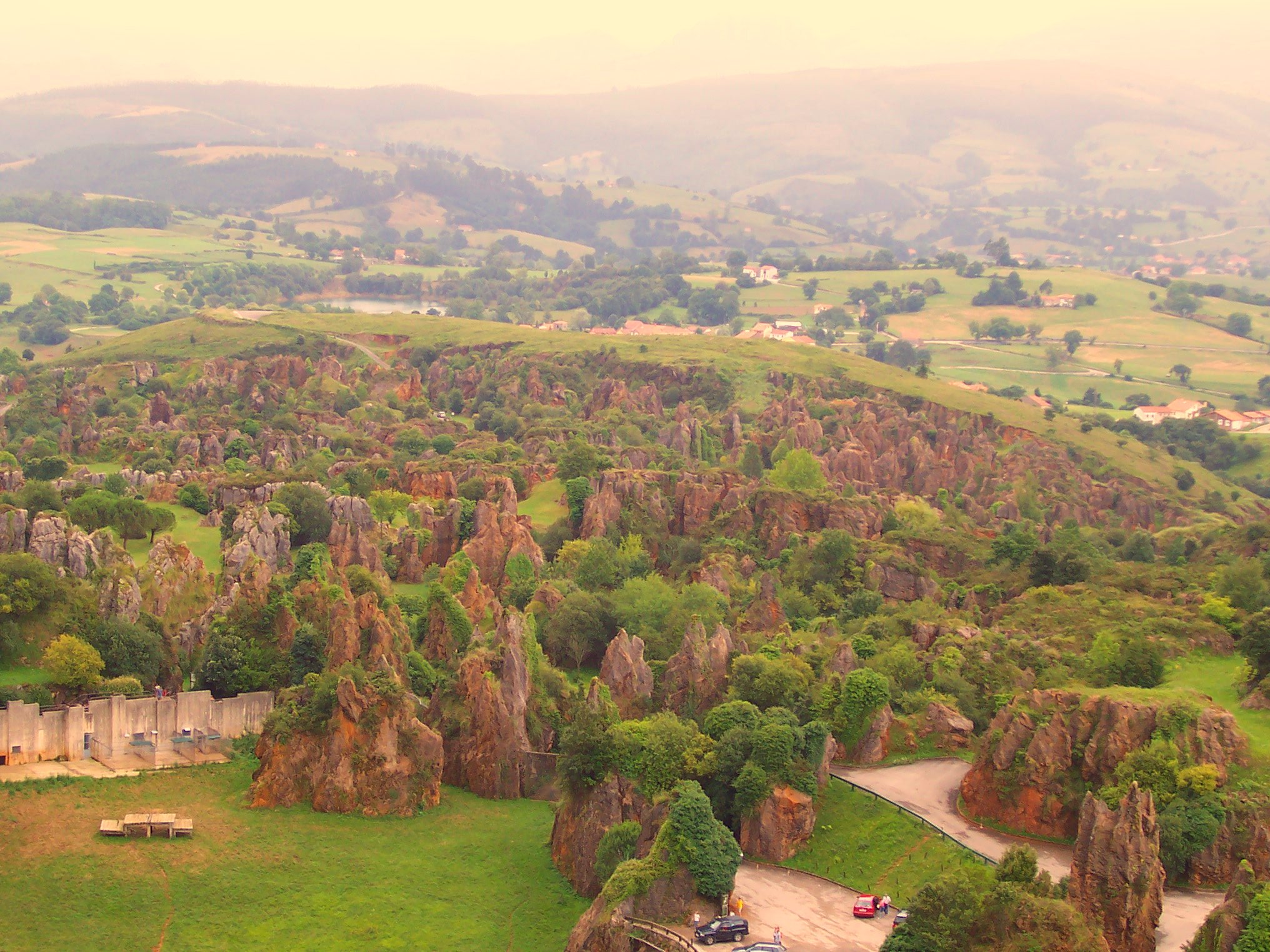
La actividad minera llevada a cabo en Cabárceno durante milenios dejó a la vista su característico paisaje kárstico de agujas y crestas.

El origen minero del parque es una parte importante de su historia y patrimonio y el parque ha sabido integrar este legado en sus instalaciones. 
El macizo de Peña Cabarga es una zona kárstica de lapiaces rica en yacimientos de hierro que ha sido explotada desde la época romana, especialmente en su ladera sur. Durante la Edad Media, se empezaron a desarrollar ferrerías hidráulicas que utilizaban los minerales de hierro encontrados en la superficie. En la Edad Moderna se crearon ferrerías y el mineral de hierro abasteció a la Real Fábrica de Artillería de La Cavada, instalación cercana que proporcionaría durante más de dos siglos los esenciales cañones y munición a la armada española para la defensa del imperio español. Posteriormente desde el siglo XIX numerosas compañías mineras se establecieron allí para extraer y transportar el mineral férrico destinado principalmente a la exportación, y dejaron tras de sí un importante patrimonio industrial compuesto por líneas de ferrocarril, planos inclinados, lavaderos, etc.
Los minerales de Peña Cabarga eran de alta calidad y bajos en fósforo, lo que atrajo el interés de las siderúrgicas británicas en la obtención de acero de alta calidad y más económico. Sin embargo, para poder explotar estos yacimientos, los británicos tuvieron que solventar dos grandes problemas: las arcillas que envolvían al mineral y mejorar el transporte y embarque. Las formas rudimentarias de separación del mineral permitían aprovechar solo el mineral grueso, por lo que se comenzaron a utilizar trómeles de cribado para aprovechar todo el mineral explotable. Los primeros trómeles se instalaron en las minas de Cabarga en 1891 y su uso se extendió rápidamente. El transporte del mineral en carros circulando por los caminos locales fue abandonado rápidamente cuando la producción minera creció y se precisaron sistemas de transporte con mayor capacidad y velocidad. En toda la cuenca se comenzaron a construir modernas infraestructuras de transporte que llevaban el mineral tanto a los lavaderos como a los muelles de embarque: ferrocarriles mineros, planos inclinados y sistemas de cables aéreos.
La explotación del hierro en la zona de Cabárceno continuó hasta 1989, cuando bajo la concesión a la compañía Agruminsa, filial de Altos Hornos de Vizcaya, dejó de ser rentable.
Después de eso la zona minera fue restaurada y transformada, integrando y recuperando parte de su patrimonio industrial en el parque zoológico.

## Instalaciones y servicios

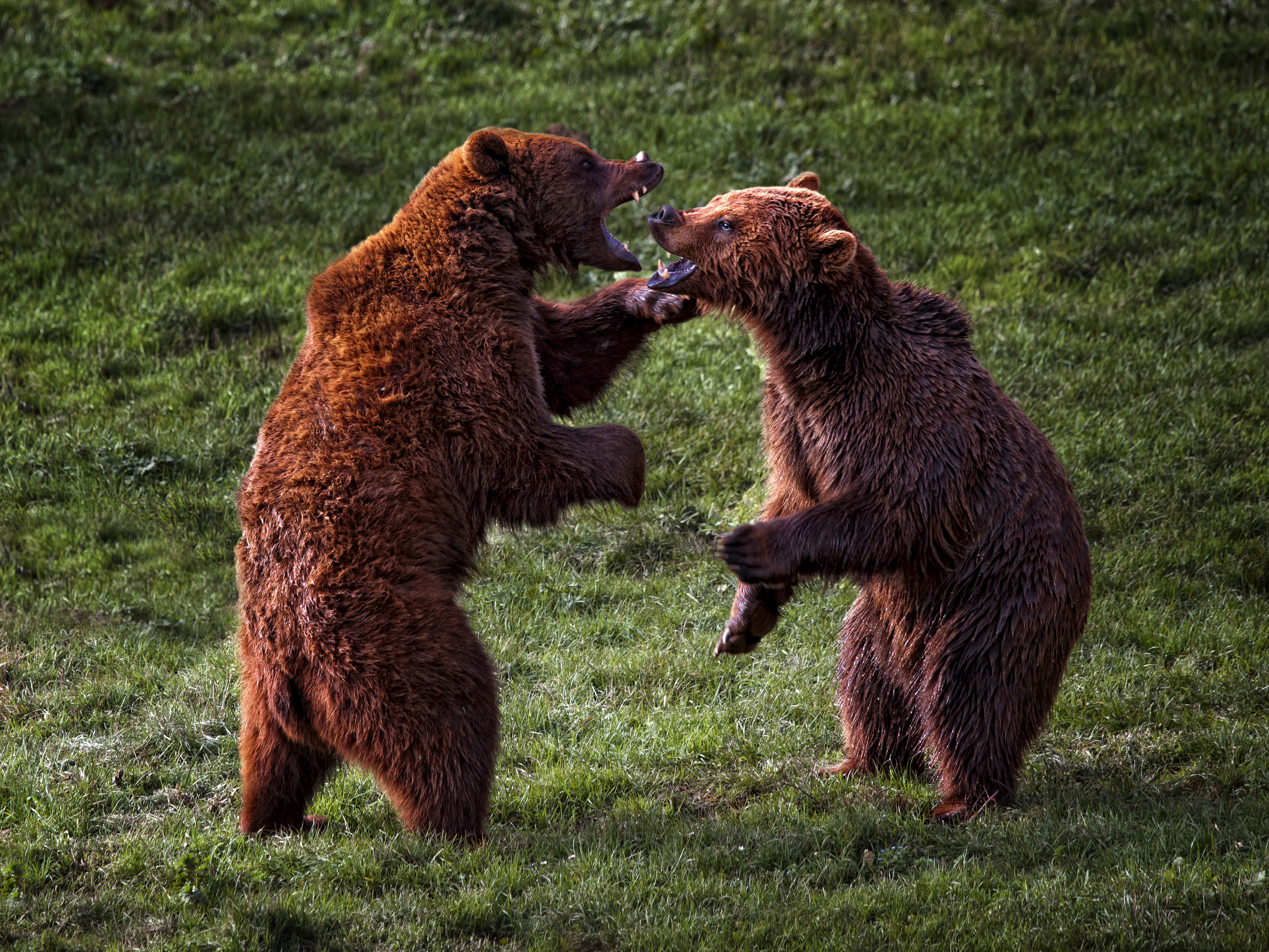
Pelea entre osos pardos en el parque. Actualmente, el recinto de osos de Cabárceno es el de mayor tamaño del parque, con cerca de 33 hectáreas.

El parque alberga más de 120 especies animales procedentes de los cinco continentes, que viven en régimen de semilibertad en grandes recintos donde coexisten varias especies. Los animales reciben alimentación por parte del parque, pero por lo demás gozan de casi total libertad e instinto, lo que se traduce en luchas y peleas durante la época de celo por el control de las hembras. Salvo el instinto de supervivencia, el resto de sus sentidos respeta el de su hábitat natural.
- Recorrido: 28 km, para realizarlo en vehículo, bicicleta o a pie. También dispone de teleférico.
- Instalaciones: restaurante, teleférico, miradores, self-service, cafeterías, tiendas, aparcamientos, zona de lagos, zonas pícnic, parque infantil y enfermería. Se permite salir y volver a entrar al parque presentando la entrada si se desea comer fuera.[16]
- Horario: 9:30 a 18:00 (invierno); 9:30 a 20:00 (verano).
- Espectáculos: de cetrería, con aves rapaces,  buitres, milanos, águilas de Harris, águilas, ratoneros y halcones.
- Dispone de un área acondicionada para autocaravanas antes de la entrada de Cabárceno (Penagos) con servicio de tratamiento ecológico de residuos.

El parque de la Naturaleza de Cabárceno también ofrece a los visitantes la posibilidad de conocer el parque con otro tipo de visitas. Una de ellas es la "Visita Salvaje", en la que se acompaña a un trabajador especializado en un vehículo del parque para conocer a fondo todas las características del complejo, accediendo a los recintos de algunos animales como elefantes, osos, jirafas, gorilas y rinocerontes.

## Actividad científica del parque

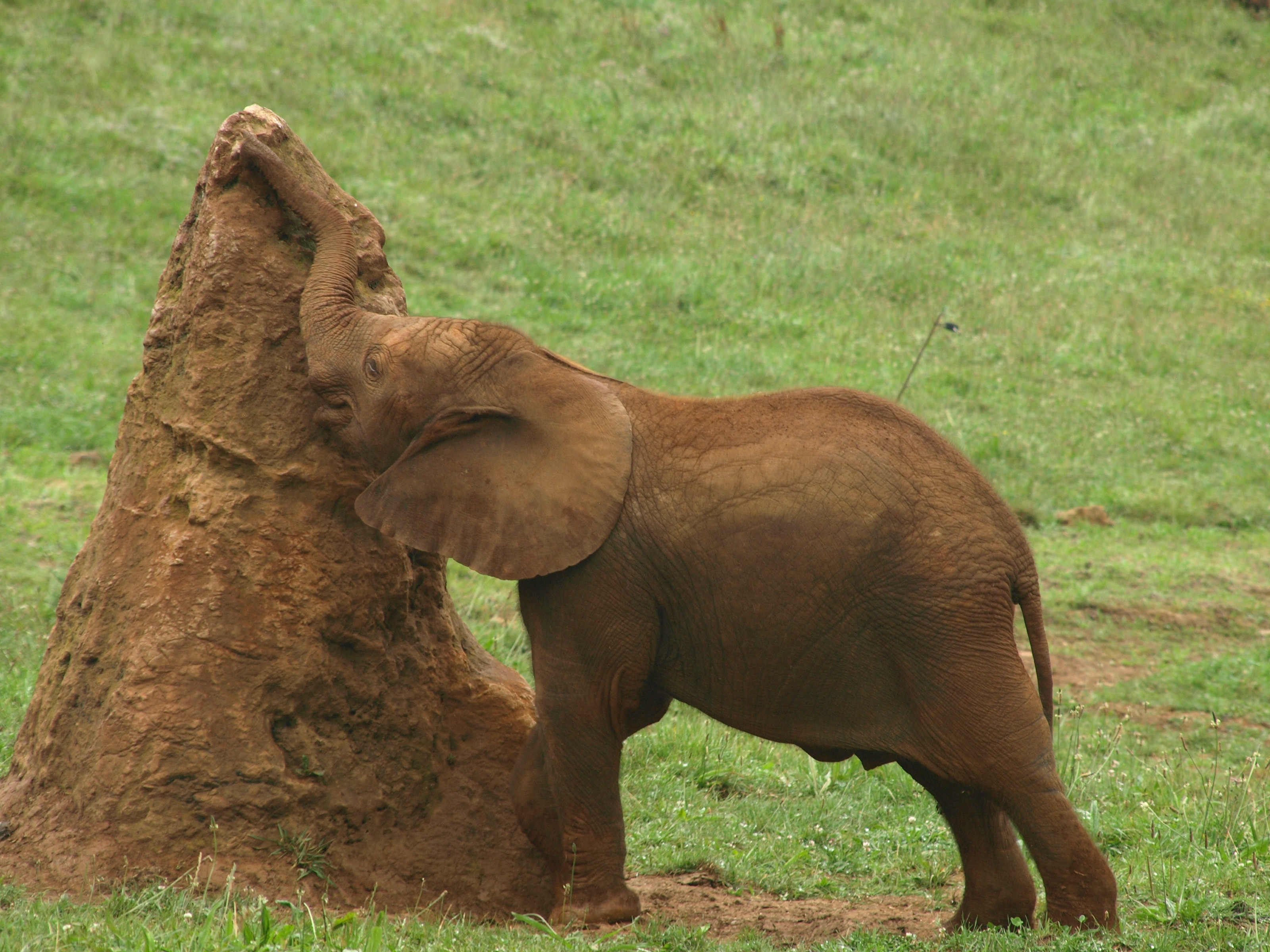
Cría de elefante rascándose con una de las agujas calcáreas típicas del karts de Cabárceno.

El parque ha alcanzado un logro significativo en la conservación de los elefantes de sabana. A pesar de la crisis poblacional que enfrentan estos paquidermos en su hábitat natural, Cabárceno ha experimentado un notable aumento en su población de elefantes, convirtiéndose en un referente mundial en la reproducción de esta especie en cautividad.
Con una extensión de 20 hectáreas y amplias instalaciones diseñadas para imitar su entorno natural, el parque alberga una manada multigeneracional de elefantes nacidos en semicautividad. Este éxito se atribuye en gran medida a las condiciones en las que viven los elefantes, que fomentan el bienestar animal y promueven comportamientos naturales. Sus tasas de reproducción superan los promedios habituales, lo que ha hecho que el parque concentre la manada de elefantes de sabana más numerosa fuera de África.
El parque ha establecido colaboraciones con el Deutsches Primatenzentrum y la Universidad de Göttingen (Alemania) para el desarrollo de técnicas no invasivas que permiten estudiar el ciclo sexual de la elefanta africana mediante el uso de muestras de heces y orina.
Asimismo el Parque de Cabárceno ha realizado investigaciones sobre el comportamiento de los elefantes macho conocido como must, en un esfuerzo por entender la razón que hay detrás de la alta agresividad mostrada por estos en ciertos momentos del año.
El parque colabora con otros zoológicos y conservacionistas de animales en la preservación de especies en peligro de extinción como tigres, leones, linces y rinocerontes.
El Parque de la Naturaleza de Cabárceno es miembro de dos importantes organizaciones que se dedican a la protección de la vida silvestre, la Asociación Ibérica de Zoológicos y Acuarios (IAZA) y la Asociación Europea de Zoológicos y Acuarios (EAZA), lo que les permite trabajar en conjunto para abordar los desafíos que enfrentan las especies en peligro de extinción.

## Lista de especies representadas en el parque
- Addax
- Alce europeo
- Asno somalí
- Avestruz
- Bisonte europeo
- Búfalo cafre
- Búfalo acuático
- Caballo monchino
- Camello bactriano
- Cebra común
- Cebra de Grévy
- Cercopiteco de Brazza
- Ciervo europeo
- Cobo de agua
- Cobo lichi
- Dromedario
- Eland
- Elefante africano
- Emú
- Gamo
- Gaur
- Gorila de llanura
- Guepardo
- Hiena manchada
- Hipopótamo común
- Hipopótamo pigmeo
- Jaguar
- Jirafa de Rothschild
- León
- León marino
- Lince boreal
- Llama
- Licaón[22]
- Lobo ibérico
- Mono de Gibraltar
- Muflón
- Oryx del Cabo
- Oso pardo
- Papión de Guinea
- Reptilario
- Rinoceronte blanco
- Tigre
- Vaca monchina
- Vaca tudanca
- Walabí de cuello rojo
- Watusi

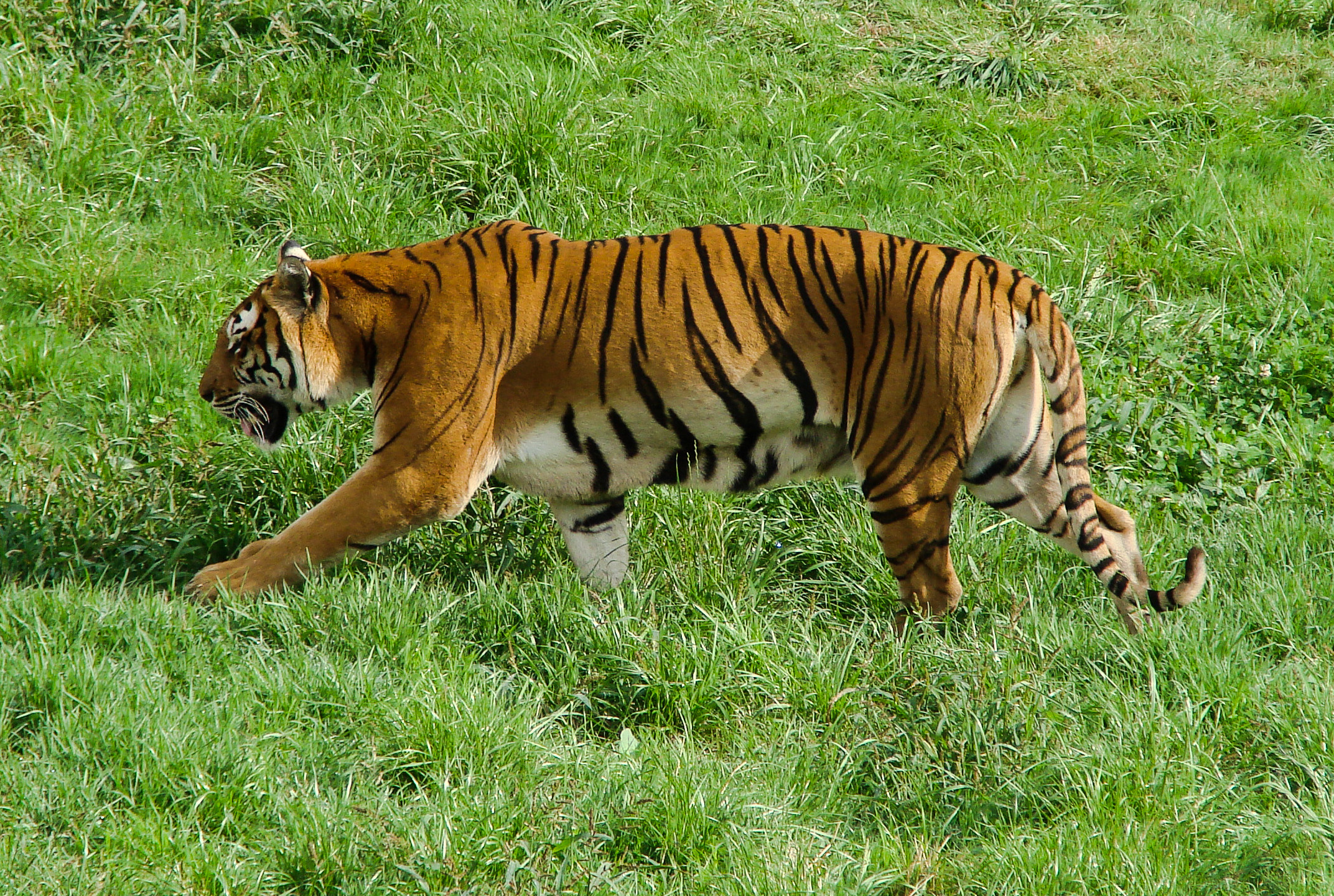
Tigre
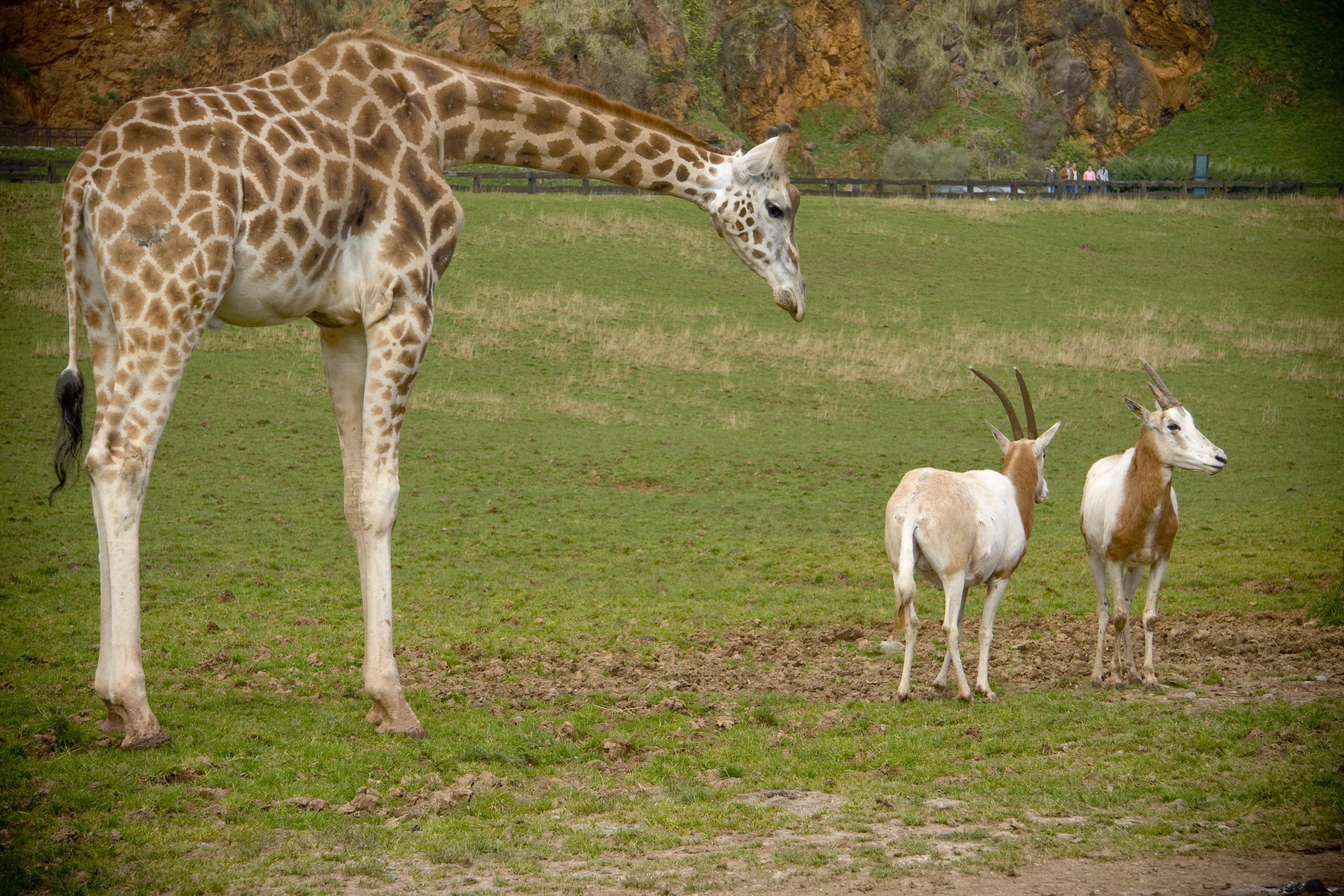
Jirafa y órices de cuernos de cimitarra en el parque de Cabárceno.
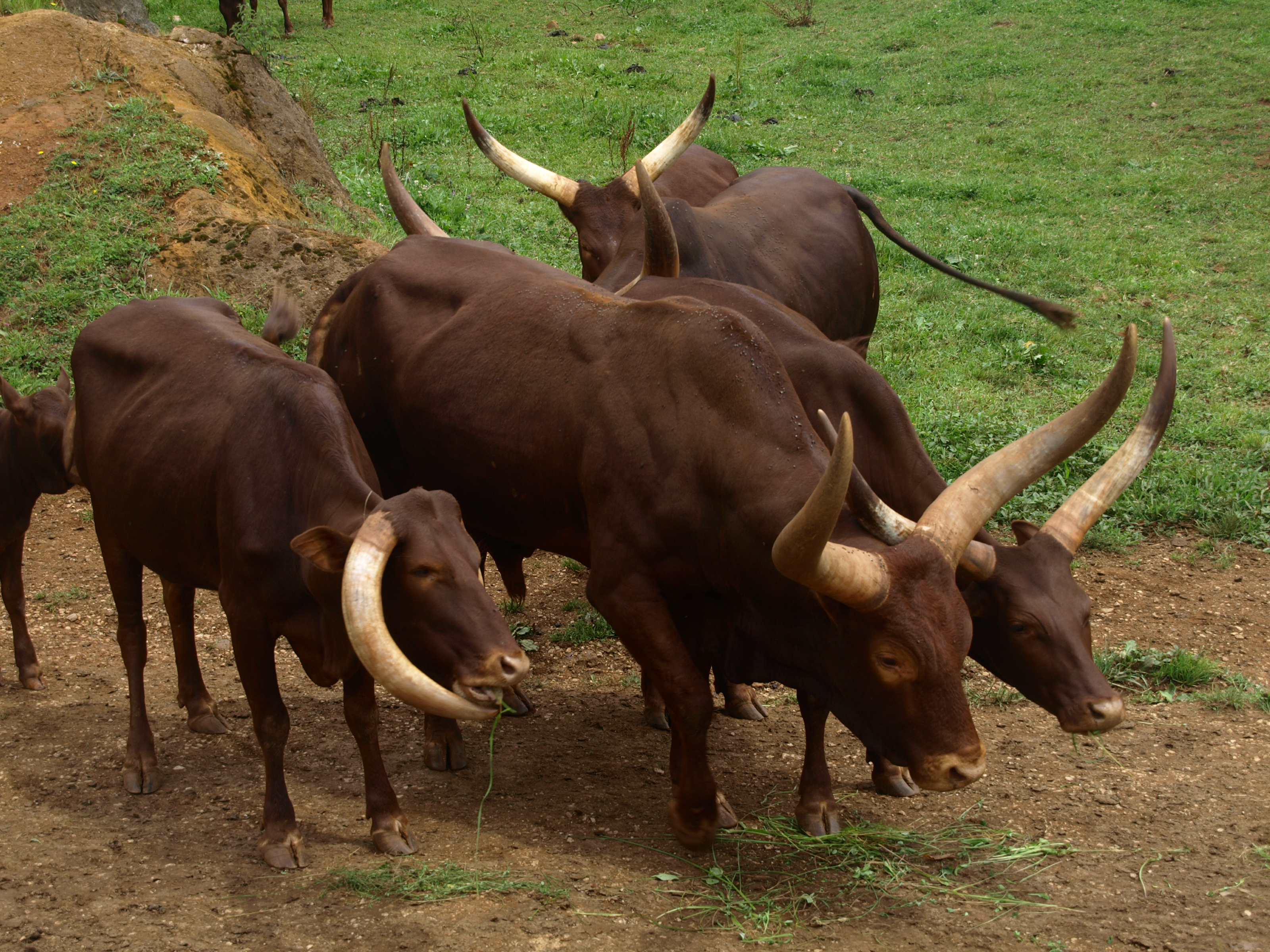
Vaca Watusi
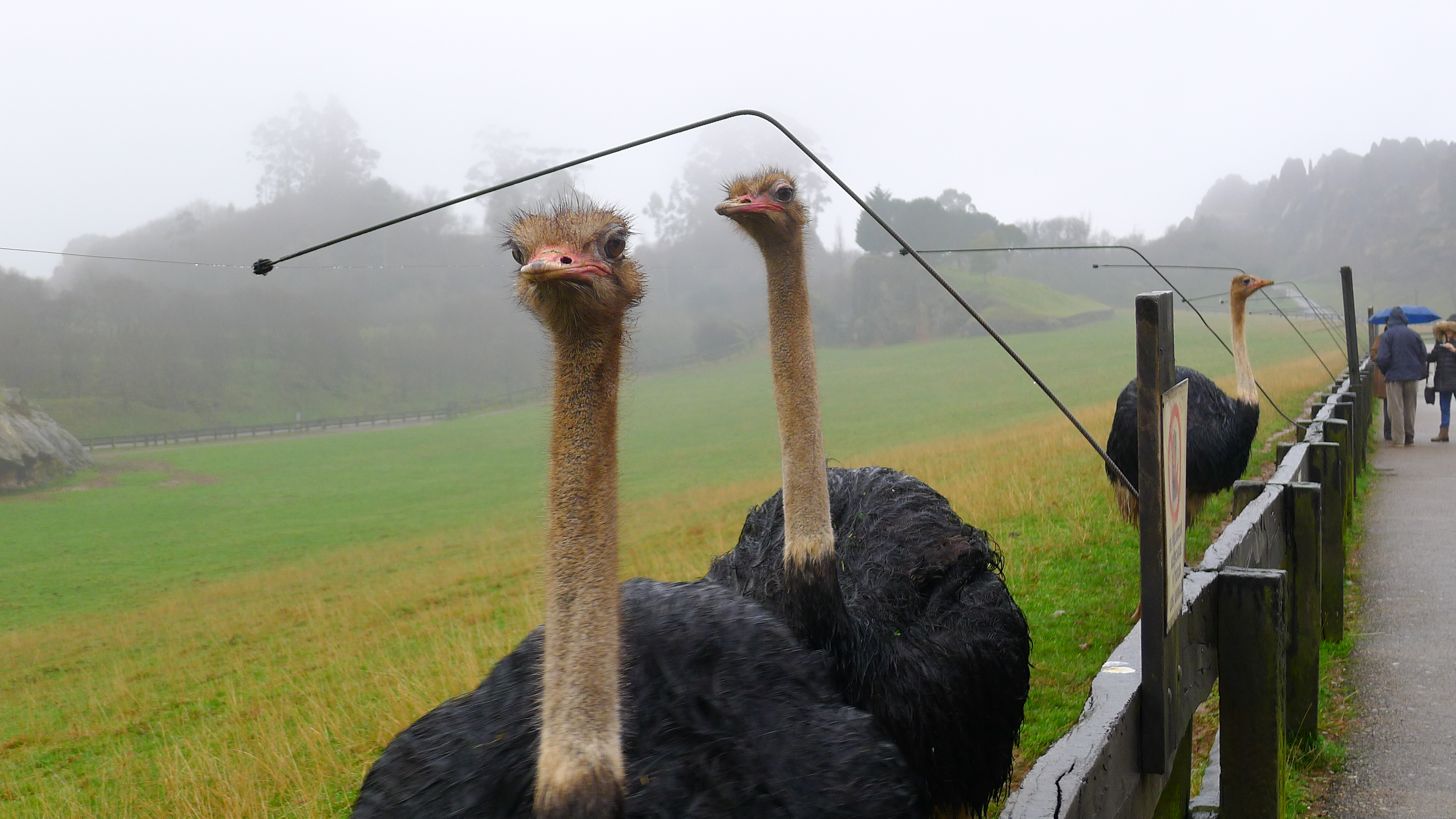
Avestruces en Cabárceno